# Halford
Halford é a banda solo de Rob Halford, vocalista do Judas Priest, formada em 1999. A formação desta banda foi um retorno ao heavy metal para Rob Halford, uma vez que este havia feito experimentações com outros estilos em suas bandas anteriores, o Fight e o Two.

## Membros
Formação atual
- Rob Halford - vocais (1999-presente)
- Mike Chlasciak - guitarras (1999-presente)
- Roy Z - guitarras (2003-presente)
- Mike Davis - baixo (2003-presente)
- Bobby Jarzombek - bateria (2000-presente)

Antigos membros
- Ray Riendeau - baixo  (1999-2002)
- Pat Lachman - guitarras  (1999-2002)
- Pete Parada  - bateria (1999-2000)
- Jason Ward  - baixo
- Chad Tarrington  - guitarras

## Discografia
Álbuns de estúdio
- Resurrection (2000)[1]
- Crucible (2002)[2]
- Winter Songs (2009)[3]
- Made of Metal (2010)[4]

Álbuns ao vivo
- Live Insurrection (2001)
- Live - Disney House of Blues Concert (2004)
- Live in Anaheim - Original Soundtrack (2010)
- Live at Saitama Super Arena - Original Soundtrack (2011)
- Live in London (2012)

Coletâneas
- Metal God Essentials: Volume 1 (2006)

Singles
- "Light Comes Out of Black" (1992)
- "Night Fall" (2000)
- "Resurrection" (2000)
- "Forgotten Generation" (2006)
- "Silent Screams" (2006)
- "Silent Night 1992 Recording" (2009)
- "Get into the Spirit" (2009)
- "Christmas for Everyone" (2009)
- "Oh Come O Come Emanuel" (2009)
- "The Mower" (2010)
- "Made of Metal" (2010)